# Михалик, Алексис
Алексис Михалик (фр. Alexis Michalik; род. 13 декабря 1982 года в Париже, Франция) — франко-британский актёр театра и кино, драматург, режиссер, сценарист и писатель. Обладатель 7 кинонаград. 

## Ранние годы
Отец Алексиса – польский художник. Его мать – британского происхождения. Он вырос в 18-м округе Парижа. Учился в колледже Жюля-Ферри, а также в консерватории 19 округа. Поступил в Высшую национальную консерваторию драматического искусства в Париже, но отказался от места, чтобы поставить своё первое шоу – «Безумный день» по пьесе «Женитьба Фигаро».

## Карьера

### Театр
Алексис дебютировал на театральной сцене, исполнив роль Ромео в спектакле «Ромео и Джульетта» по пьесе У. Шекспира. Позже, он исполнит роль графа в своей постановке «Женитьбы Фигаро» на Авиньонском театральном фестивале. А несколько лет спустя назовёт свою театральную компанию «Los Figaros».
В 2006 году, вновь в качестве режиссера, Алексис поставил музыкальный спектакль «Укрощение строптивой» на сцене театра La Luna в Авиньоне, исполнив в нём роль Петруччо. Два года спустя – создал свою версию «Ромео и Джульетты», получившую название «R&J». В постановке предназначалось участие только трёх актеров. Одно время спектакль шёл в театре Белье в Авиньоне, затем в театре Ciné 13 в Париже и на Елисейских Полях.
В 2010 году Алексис срежиссировал второй акт рок-оперы «Кармен». В июле 2011 года в театре Белье можно было увидеть постановку первой пьесы Алексиса «Исторический музей». Три года спустя он напишет вторую пьесу под названием «Круг иллюзионистов», которую покажут в театре La Pépinière-Théâtre в Париже. Обе пьесы получили по 3 номинации на премию Molière Award, а «Круг иллюзионистов» в итоге получил 5. В 2016 году Алексис Михалик поставил спектакль «Эдмон», исследуя процесс создания Эдмоном Ростаном его знаменитой пьесы «Сирано де Бержерак». Год спустя он получит 7 номинаций на премию Molière Award и поставит пьесу «В черте города».

### Кино и телевидение
Алексис стал появляться на телевидении в начале 2000-х годов. В то время его можно было увидеть в сериалах: «Скорая помощь» и «Убийства на семейном вечере», позже: «Загадочные убийства Агаты Кристи» и «Версаль».
В 2014 году в качестве режиссера и сценариста Алексис Михалик создал короткометражный драматический фильм «На Земле» (Au sol). Картина принесла ему 7 кинонаград, а также 3 номинации на различные награды.
В 2018 году актер исполнил второстепенную роль в байопике Джулиана Шнабеля «Ван Гог. На пороге вечности» с Уиллемом Дефо и Оскаром Айзеком.
В 2018-м он снял комедийный биографический фильм «Сирано. Успеть до премьеры», экранизацию своего спектакля «Эдмон» о создании пьесы «Сирано де Бержерак».
В марте 2020 года во Франции состоится премьера нового фильма режиссёра Матиаса Мальзьё «Русалка в Париже», в котором, помимо Алексиса, сыграли Мэрилин Лима и Николя Дювошель. Романтическое фэнтези выйдет в прокат и в России.

## Личная жизнь
Алексис свободно говорит на английском языке.
В 2019 году он выпустил свой первый роман под названием «Далеко».

## Избранная фильмография

### Кино
- 2020: Русалка в Париже, реж. Матиас Мальзьё
- 2019: Зов волка — старший офицер ракетоносца "Гроза"
- 2018: Ван Гог. На пороге вечности, реж. Эва Юссон
- 2018: Щекотка
- 2018: Сирано. Успеть до премьеры (реж. Алексис Михалик)
- 2017: Семейное ограбление
- 2013: Любовь в квадрате
- 2010: Большая маленькая Я

### Телевидение
- 2016: Версаль (сериал)
- 2013: Загадочные убийства Агаты Кристи (сериал)
- 2006: Убийства на семейном вечере (мини-сериал)
- 2005: Скорая помощь (сериал)